# هولي روبرتس
هولي روبرتس (بالإنجليزية: Holly Roberts)‏ هي مصورة أمريكية، ولدت في 1951 في بولدر في الولايات المتحدة.